# Heliophorus vernalis
Heliophorus vernalis är en fjärilsart som beskrevs av Riley 1929. Heliophorus vernalis ingår i släktet Heliophorus och familjen juvelvingar. Inga underarter finns listade i Catalogue of Life.